# عبد الله أبو بكر التوي
عبد الله أبو بكر التوي هو شاعر يمني. ولد عام 1930 في مدينة شبام في محافظة حضرموت. تلقى تعليمه الابتدائي والثانوي في شبام. ولع بالشعر العربي والعامي والغنائي ونظمه منذ صغره. وفي عام 1949 هاجر إلى سنغافورة، وفي 1951 عاد إلى شبام مسقط رأسه مشاركاً في الحركات الأدبية. انتقل عام 1955 إلى عدن حيث عمل بالأعمال الحرة. ترأس تحرير مجلتين أدبيتين «التقدم» في الضالع و«يافع» في جعار، ونشر فيهما العديد من قصائده وبعض القصص القصيرة. غنى له الكثير من الفنانين. له ديوان شعر غير مطبوع «ليل بلا صباح».

## وصلات خارجية
- عبد الله التوي، في معجم البابطين.